# Irish Heartbeat
Irish Heartbeat è il diciottesimo album discografico in studio del cantautore britannico Van Morrison, pubblicato nel 1988.

## Il disco
L'album è stato registrato presso i Windmill Lane Studios di Dublino in collaborazione con il produttore Paddy Moloney e il gruppo The Chieftains.
Esso consiste di otto canti della tradizione irlandese/celtica e alcune canzoni già edite di Morrison riadattate e riproposte. 

## Tracce
Side 1
1. Star of the County Down – 2:41
2. Irish Heartbeat (Morrison) – 3:52
3. Tá Mo Chleamhnas Déanta (My Match It Is Made) – 3:31
4. Raglan Road (testo di Patrick Kavanagh) – 4:43
5. She Moved Through the Fair – 4:44

Side 2
1. I'll Tell Me Ma – 2:29
2. Carrickfergus – 4:23
3. Celtic Ray (Morrison) – 3:47
4. My Lagan Love  – 5:19
5. Marie's Wedding – 3:17

## Formazione
- Van Morrison - voce, chitarra, batteria
- Paddy Moloney - uilleann pipes, tin whistle
- Martin Fay - violino, bones
- Derek Bell - arpa, tastiere, tiompan
- Kevin Conneff - bodhrán
- Matt Molloy - flauto
- Seán Keane - violino
- Ciarán Ó Braonáin - basso
- Mary Black - cori
- Maura O'Connell - cori
- June Boyce - cori

## Classifiche
| Anno | Classifica                          | Posizione raggiunta |
| ---- | ----------------------------------- | ------------------- |
| 1988 | Regno Unito (Official Albums Chart) | 18                  |